# Sainte-Colombe-sur-Gand
Pour les articles homonymes, voir Sainte-Colombe.
Sainte-Colombe-sur-Gand est une commune française située dans le département de la Loire, en région Auvergne-Rhône-Alpes.

## Géographie
La commune est distante de 32 km de Roanne, sa sous-préfecture, et 69 km de sa préfecture, Saint-Étienne.
Géologiquement constitués de granit, quelques poches calcaires se trouvent sur son territoire. À proximité des hameaux de Chez Delormes et Chatelus, deux fours à chaux et deux carrières furent exploités jusqu'à la fin du XIXe siècle (plan cadastral de 1832).
Cours d’eau : deux rivières, le Gand et le Bernand.
Altitude : de 468 m jusqu’à 772 m – À proximité du mont Boussuivre (1 004 m).

## Communes limitrophes
|                      | Chirassimont            | Saint-Cyr-de-Valorges  |
| Saint-Just-la-Pendue | Sainte-Colombe-sur-Gand | Violay                 |
|                      | Bussières               | Sainte-Agathe-en-Donzy |

### Climat
Pour des articles plus généraux, voir Climat d'Auvergne-Rhône-Alpes et Climat de la Loire.
En 2010, le climat de la commune est de type climat des marges montargnardes, selon une étude du Centre national de la recherche scientifique s'appuyant sur une série de données couvrant la période 1971-2000. En 2020, Météo-France publie une typologie des climats de la France métropolitaine dans laquelle la commune est exposée à un climat de montagne ou de marges de montagne et est dans la région climatique Nord-est du Massif Central, caractérisée par une pluviométrie annuelle de 800 à 1 200 mm, bien répartie dans l’année.
Pour la période 1971-2000, la température annuelle moyenne est de 10,2 °C, avec une amplitude thermique annuelle de 16,3 °C. Le cumul annuel moyen de précipitations est de 860 mm, avec 10,2 jours de précipitations en janvier et 7,2 jours en juillet. Pour la période 1991-2020, la température moyenne annuelle observée sur la station météorologique de Météo-France la plus proche, « Machézal », sur la commune de Machézal à 5 km à vol d'oiseau, est de 11,3 °C et le cumul annuel moyen de précipitations est de 819,9 mm,. Pour l'avenir, les paramètres climatiques de la commune estimés pour 2050 selon différents scénarios d'émission de gaz à effet de serre sont consultables sur un site dédié publié par Météo-France en novembre 2022.

## Urbanisme

### Typologie
Au 1er janvier 2024, Sainte-Colombe-sur-Gand est catégorisée commune rurale à habitat dispersé, selon la nouvelle grille communale de densité à sept niveaux définie par l'Insee en 2022.
Elle est située hors unité urbaine et hors attraction des villes,.

### Occupation des sols
L'occupation des sols de la commune, telle qu'elle ressort de la base de données européenne d’occupation biophysique des sols Corine Land Cover (CLC), est marquée par l'importance des territoires agricoles (66,1 % en 2018), en diminution par rapport à 1990 (69,3 %). La répartition détaillée en 2018 est la suivante : 
prairies (36,3 %), zones agricoles hétérogènes (29,7 %), forêts (25,2 %), zones industrielles ou commerciales et réseaux de communication (8,7 %), terres arables (0,1 %). L'évolution de l’occupation des sols de la commune et de ses infrastructures peut être observée sur les différentes représentations cartographiques du territoire : la carte de Cassini (XVIIIe siècle), la carte d'état-major (1820-1866) et les cartes ou photos aériennes de l'IGN pour la période actuelle (1950 à aujourd'hui).

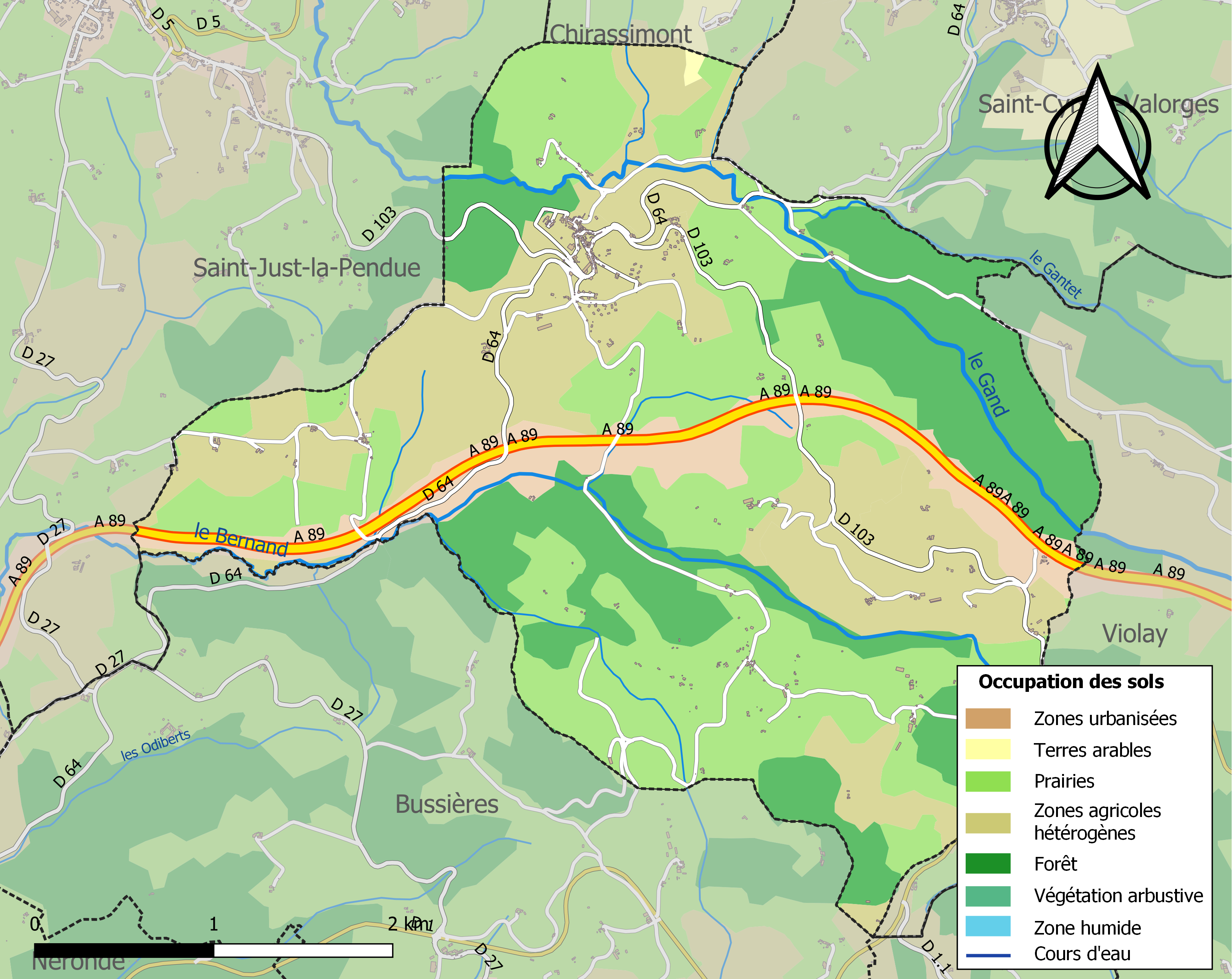
Carte des infrastructures et de l'occupation des sols de la commune en 2018 (CLC).

## Accès routier
L'autoroute A89, qui relie Bordeaux à Lyon, traverse le territoire de la commune en passant sous les arches du pont Marteau. Accès par Balbigny (entrée n° 33), puis continuer sur les routes départementales D 1 et D 67.

## Politique et administration
| Période                                  | Période      | Identité           | Étiquette | Qualité |
| ---------------------------------------- | ------------ | ------------------ | --------- | ------- |
| Les données manquantes sont à compléter. |              |                    |           |         |
| mars 2001                                | mars 2008    | Joseph Delaye      |           |         |
| mars 2008                                | juillet 2012 | Andrea Iacovella   |           |         |
| septembre 2012                           | mai 2020     | Jean Pierre Bissay |           |         |
| mai 2020                                 | En cours     | Ghislaine Dupuy    |           |         |

## Démographie
L'évolution du nombre d'habitants est connue à travers les recensements de la population effectués dans la commune depuis 1793. Pour les communes de moins de 10 000 habitants, une enquête de recensement portant sur toute la population est réalisée tous les cinq ans, les populations de référence des années intermédiaires étant quant à elles estimées par interpolation ou extrapolation. Pour la commune, le premier recensement exhaustif entrant dans le cadre du nouveau dispositif a été réalisé en 2007.

En 2022, la commune comptait 386 habitants, en évolution de −7,66 % par rapport à 2016 (Loire : +1,32 %, France hors Mayotte : +2,11 %).
| 1793  | 1800  | 1806  | 1821  | 1831  | 1836  | 1841  | 1846  | 1851  |
| ----- | ----- | ----- | ----- | ----- | ----- | ----- | ----- | ----- |
| 1 140 | 1 081 | 1 174 | 1 197 | 1 327 | 1 454 | 1 405 | 1 474 | 1 497 |

| 1856  | 1861  | 1866  | 1872  | 1876  | 1881  | 1886  | 1891  | 1896  |
| ----- | ----- | ----- | ----- | ----- | ----- | ----- | ----- | ----- |
| 1 502 | 1 487 | 1 518 | 1 506 | 1 508 | 1 418 | 1 326 | 1 285 | 1 179 |

| 1901  | 1906  | 1911 | 1921 | 1926 | 1931 | 1936 | 1946 | 1954 |
| ----- | ----- | ---- | ---- | ---- | ---- | ---- | ---- | ---- |
| 1 065 | 1 005 | 881  | 701  | 702  | 612  | 586  | 573  | 537  |

| 1962 | 1968 | 1975 | 1982 | 1990 | 1999 | 2006 | 2007 | 2012 |
| ---- | ---- | ---- | ---- | ---- | ---- | ---- | ---- | ---- |
| 507  | 478  | 451  | 420  | 437  | 420  | 417  | 417  | 425  |

| 2017 | 2022 | - | - | - | - | - | - | - |
| ---- | ---- | - | - | - | - | - | - | - |
| 408  | 386  | - | - | - | - | - | - | - |

## Lieux et monuments
- La commune compte un château, désormais habité, en bordure du bourg et un deuxième dont il ne reste plus qu'une tour sur les hauteurs du hameau de Montcellier.
- Église Sainte-Colombe de Sainte-Colombe-sur-Gand.